# The Proms

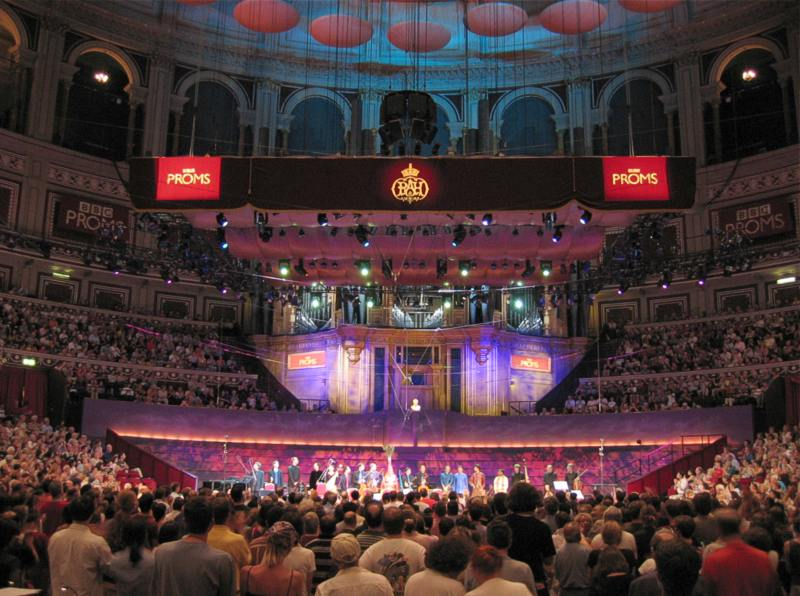
Un Promenade concert (Proms) nella Royal Albert Hall nel 2004.

The Proms (nota anche come The BBC Proms o The Henry Wood Promenade Concerts presented by the BBC) è una stagione concertistica di otto settimane durante la quale vengono eseguiti uno o più concerti al giorno. È inserita tra le manifestazioni della stagione sociale. I concerti, per la maggior parte, vengono tenuti alla Royal Albert Hall, nel quartiere di South Kensington a Londra.

## Storia
Istituite il 10 agosto 1895, dovevano essere, secondo l'intenzione dell'organizzatore Robert Newman, una serie di concerti a prezzi popolari per consentire al vasto pubblico, di solito lontano dalle sale da concerto, di poter fruire di uno spettacolo di alto livello artistico in un'atmosfera informale, lontana dal lusso dell'abbigliamento dei frequentatori di concerti del tempo.
Il nome cui sono associati i concerti è quello del direttore d'orchestra Henry Joseph Wood che diresse la prima edizione delle Proms; un busto bronzeo di Wood campeggia sul palco della Royal Albert Hall per tutta la stagione delle Proms.
Il termine Proms deriva da promenade e venne dato alla manifestazione per l'abitudine degli spettatori di alcuni settori popolari della sala di passeggiare e spostarsi durante i concerti. Infatti, una parte dei biglietti non prevede un posto a sedere.
Da molti anni i concerti sono finanziati dalla BBC per cui hanno preso il nome di BBC Proms come ancora oggi spesso vengono indicati, nonostante dalla fine della seconda guerra mondiale la BBC abbia eliminato il patronato alla manifestazione.
I Proms consistono in una serie di oltre 70 concerti di musica per grande orchestra, otto concerti per orchestra da camera e quattro matinée il sabato. Altri concerti vengono poi organizzati nei parchi in tutte le città del Regno Unito l'ultima notte dei Proms.
La manifestazione riveste un carattere popolare e coinvolge tutte le fasce sociali e persone di ogni età, dai bambini delle scuole elementari alle persona anziane.
I biglietti per i singoli concerti possono essere acquistati soltanto nella stessa giornata dello spettacolo presentandosi ai botteghini del teatro, per cui si formano delle code interminabili ma ordinate, nel classico stile britannico. Vengono messi in vendita anche degli abbonamenti per l'intero programma o per la metà degli eventi per garantirsi l'ingresso, ma non il posto assegnato. Alcuni spettatori sono disponibili a lunghe code pur di assicurarsi il prezioso tagliando, per la totalità dei concerti, da esibire con orgoglio come un vero trofeo.

## L'ultima notte dei Proms
Per molte persone, l'ultima notte dei Proms ha un fascino del tutto particolare. Il concerto viene trasmesso in diretta dalla BBC e, di norma, ha luogo il secondo sabato di settembre. Il programma comprende un certo numero di pezzi molto noti, seguiti, nella seconda parte del concerto, da una serie di brani patriottici e tradizionali. Questa sequenza ha inizio con la marcia Pomp and Circumstance No. 1 e Land of Hope and Glory di Edward Elgar, e continua con Fantasia on British Sea Songs di Sir Henry Wood, culminando poi in Rule Britannia di Thomas Arne. Il concerto si conclude con And did those feet in ancient time di Hubert Parry e God Save the King, l'inno nazionale britannico. Gli spettatori, alla fine, hanno acquisito l'abitudine di intonare Auld Lang Syne, che però non fa parte del programma.
I biglietti sono molto difficili da trovare, ma i loro prezzi non sono più alti rispetto a quelli degli altri concerti della stagione sinfonica. Soltanto i posti assegnati hanno un costo molto elevato. Per ottenere un posto per questo concerto è necessario assistere ad un certo numero di manifestazioni nel corso di tutta la stagione.

### I direttori del Last Night Concert
Qui di seguito vengono indicati i direttori che sono saliti sul podio del Last Night Concert:
| Anno      | Nome                                                      | Status           |
| --------- | --------------------------------------------------------- | ---------------- |
| 1895-1940 | Sir Henry Wood                                            |                  |
| 1945      | Constant Lambert Basil Cameron Sir Adrian Boult           | Direttore ospite |
| 1946-1948 |                                                           |                  |
| 1949-1966 | Sir Malcolm Sargent                                       |                  |
| 1967-1968 | Colin Davis                                               |                  |
| 1969      | Norman Del Mar                                            | Direttore ospite |
| 1970-1972 | Colin Davis                                               |                  |
| 1973      | Norman Del Mar                                            | Direttore ospite |
| 1974      | Sir Charles Groves                                        | Direttore ospite |
| 1975      | Norman Del Mar                                            | Direttore ospite |
| 1976      | Sir Charles Groves                                        | Direttore ospite |
| 1977      | James Loughran                                            | Direttore ospite |
| 1978      | Sir Charles Groves                                        | Direttore ospite |
| 1979      | James Loughran                                            | Direttore ospite |
| 1980      | Sir Charles Mackerras                                     | Direttore ospite |
| 1981-1982 | James Loughran                                            | Direttore ospite |
| 1983      | Norman Del Mar                                            | Direttore ospite |
| 1984      | James Loughran                                            | Direttore ospite |
| 1985      | Vernon Handley                                            | Direttore ospite |
| 1986      | Raymond Leppard                                           | Direttore ospite |
| 1987      | Mark Elder                                                | Direttore ospite |
| 1988      | Andrew Davis                                              | Direttore ospite |
| 1989      | Sir John Pritchard                                        |                  |
| 1990-1992 | Andrew Davis                                              |                  |
| 1993      | Barry Wordsworth                                          | Direttore ospite |
| 1994-2000 | Sir Andrew Davis                                          |                  |
| 2001-2004 | Leonard Slatkin                                           |                  |
| 2005      | Paul Daniel                                               | Direttore ospite |
| 2006      | Mark Elder                                                | Direttore ospite |
| 2007      | Jiří Bělohlávek                                           |                  |
| 2008      | Sir Roger Norrington                                      | Direttore ospite |
| 2009      | David Robertson                                           |                  |
| 2010      | Jiří Bělohlávek                                           |                  |
| 2011      | Edward Gardner                                            | Direttore ospite |
| 2012      | Jiří Bělohlávek                                           |                  |
| 2013      | Marin Alsop                                               | Direttore ospite |
| 2014      | Sakari Oramo                                              |                  |
| 2015      | Marin Alsop                                               | Direttore ospite |
| 2016      | Sakari Oramo                                              |                  |
| 2017      | Sakari Oramo                                              |                  |
| 2018      | Sir Andrew Davis                                          |                  |
| 2019      | Sakari Oramo                                              |                  |
| 2020      | Dalia Stasevska                                           |                  |
| 2021      | Sakari Oramo                                              |                  |
| 2022      | Cancellato a causa della morte e funerali d'Elisabetta II |                  |